# The Cup of Life
„The Cup of Life“ je píseň (singl) zpěváka Rickyho Martina z čtvrtého studiové alba Vuelve a z pátého studiové albaRicky Martin, které vyšlo 19. května 1998

## Seznam písní

### francouzský CD Singl
1. "La Copa De La Vida" (Album Verze)
2. "La Copa De La Vida" (Španělský Remix - Radio úprava)

## Umístění ve světě
| Hitparáda | Umístění | Certifikace | Prodej   |
| --------- | -------- | ----------- | -------- |
| Austrálie |          | Platina     | 70,000+  |
| Německo   |          | Zlato       | 150,000+ |
| Norsko    |          | Zlato       |          |
| Švýcarsko |          | Zlato       | 25,000+  |